# Diaphanes lampyroides
Diaphanes lampyroides is een keversoort uit de familie glimwormen (Lampyridae). De wetenschappelijke naam van de soort is voor het eerst geldig gepubliceerd in 1891 door E. Olivier.